# Zaragoza en Común
Zaragoza en Común (ZeC) es una plataforma electoral creada en 2015, representante en Zaragoza (España) de las candidaturas ciudadanas que ese año se crearon con el objetivo de concurrir a las elecciones municipales de 2015 en Zaragoza.

## Formación
El 1 de octubre de 2014 se presentó Ganemos Zaragoza, una plataforma ciudadana creada con el fin de presentar una candidatura en las elecciones municipales de 2015 en Zaragoza. Esta plataforma contó con el apoyo de diversas formaciones de izquierda, como Podemos, Izquierda Unida, Equo, Puyalón, Piratas de Aragón, #Somos y Demos+, que no presentarían candidatura propia a las elecciones.
En febrero de 2015 se decidió que el nombre con el que se presentaría la plataforma a las elecciones sería Zaragoza en Común.

## Elecciones municipales de 2015
Durante el mes de febrero de 2015 se celebraron elecciones primarias, a las que se presentaron más de cincuenta personas, con el fin de confeccionar la lista electoral de Zaragoza en Común. Estas elecciones fueron ganadas por la candidatura encabezada por el abogado Pedro Santisteve, candidatura que, pese a estar formada por independientes, contaba con el apoyo de Podemos.
En las elecciones municipales de 2015 en Zaragoza, Zaragoza en Común obtuvo nueve concejales, siendo la segunda lista más votada, tras la presentada por el Partido Popular. Sin embargo, gracias al apoyo de los concejales del PSOE y la Chunta Aragonesista, su cabeza de lista, Pedro Santisteve, resultó elegido alcalde de Zaragoza.

## Elecciones municipales de 2019
Zaragoza en Común volvió a presentarse a las elecciones municipales de 2019 en Zaragoza, si bien esta vez no contó con el apoyo de los partidos Podemos y Equo, que presentaron candidatura propia. En estas elecciones el apoyo recibido menguó considerablemente, obteniendo tan solo tres concejales en el ayuntamiento.

## Resultados electorales
| Elecciones y fecha                         | Votos  | %       | Concejales |
| ------------------------------------------ | ------ | ------- | ---------- |
| Elecciones municipales de 2015 en Zaragoza | 80 040 | 24,57 % | 9/31       |
| Elecciones municipales de 2019 en Zaragoza | 33 005 | 9,96 %  | 3/31       |
| Elecciones municipales de 2023 en Zaragoza | 19 381 | 5,83 %  | 2/31       |